# Allogaster niger
Allogaster niger är en skalbaggsart som beskrevs av Jordan 1894. Allogaster niger ingår i släktet Allogaster och familjen långhorningar.
Artens utbredningsområde är Nigeria. Inga underarter finns listade i Catalogue of Life.